# Ільїна Ольга Олексіївна
О́льга Олексі́ївна Ільїна́ (нар. 10 липня 1937, Київ — † 21 травня 2014, Чернівці) — радянська і українська акторка театру і кіно, театральний режисер. Народна артистка України (1998).

## Життєпис
Народилась 10 липня 1937 року в Києві.
Після одержання середньої освіти навчалась (1954–1959) в Київському театральному інституті ім. Карпенка-Карого — педагоги: народний артист СРСР К. Степанков і народний артист УРСР П. Сергієнко.
Після закінчення інституту спочатку працює в Чернівецькому українському музично-драматичному театрі імені Ольги Кобилянської, одночасно заочно навчається в Чернівецькому державному університеті на факультеті іноземних мов — закінчила в 1974 році.
В 1975 році переходить на роботу в кіностудію «Молдова-фільм»: 1975–1977 — актриса театру-студії, 1977–1981 — кіноакторка кіностудії «Молдова-фільм».
Після шестилітньої перерви знову повернулась в чернівецький театр і працювала в ньому до 1999 року, створивши на буковинській сцені велику кількість яскравих та незабутніх образів, була виконавицею багатьох головних ролей, які відзначались глибоким психологізмом.
З часом, як режисер, успішно здійснила в театрі імені Ольги Кобилянської постановку ряду вистав за творами українських і зарубіжних драматургів.
Упродовж 1996–2001 рр. працювала режисером народного театру оперети Чернівецького обласного театру вчителя.
Відзначена званнями заслуженої і народної артистки України.
У 2007 році їй присуджена Премія імені М. Заньковецької.
Померла 21 травня 2014 року у м. Чернівці. [Архівовано 21 травня 2014 у Wayback Machine.]

## Творчість

### Акторські ролі в театрі-студії кіностудії "Молдова-фільм
- Беатріче («Любов, джаз і чорт» Ю.Грушаса);
- Завуч («Ніч після випуску» В.Тендрякова);
- Саша («Фантазії Фарятьєва» А,Соколової);

### Ролі в кіно
- «Дума про любов» (1973, фільм-спектакль)
- «Корінь життя» (1977, Сабіна)
- «Коли поряд чоловік» (1977, епізод (немає в титрах)
- «Співачка Жозефіна й Мишачий Народ» (1994)

### Ролі на буковинській сцені
- Аніта («Вестсайдська історія» А. Лорентса, Л. Бернстайна);
- Едіт («Росіта» Д. Шевцова, В. Лукашова);
- Інка Воронець («Полярна зоря» В. Баснера. О. Гальперіна та Ю. Анненкова);
- Кабреро («Десь на півдні» Л. Табі. Е. Кемені);
- Ленора («Коханням не жартують» П. Кальдерона);
- Інга («Чотири хрести на сонці» А. Делендика)
- Аза, Гордиля («Циганка Аза» М. Старицького);
- Тетяна і Мавра («В неділю рано зілля копала» В. Василька за О.Кобилянською);
- Санда («Вовчиха» О.Ананьєва за О.Кобилянською);
- Марічка («Марічка» М.Андрієвич);
- Анна («Украдене щастя» І.Франка);
- Соломія та Євгена (Дума про любов і «Зачарований вітряк» М.Стельмаха);
- Барба («Таємниця старої Парадузи» Я.Масевича);
- Джованна, Лізетта, Монна Анна («Декамерон» Д.Бокаччо);
- Ліда («Рядові» О.Дударева);
- Елене («Наречена з Імеретії»  Д.Колдіашвілі);
- Секлета («За двома зайцями» М.Старицького);
- Стеха («Назар Стодоля» Т.Шевченка);
- Ольга Кобилянська («Я утопилась у тобі» С.Новицької) (1998)

та інші.

У 77 театральному сезоні Ольга Ільїна створила цікавий образ місіс Севідж у п'єсі Дж. Патріка «Дивна місіс Севідж».

### Режисерські роботи
Як режисер на сцені Чернівецького театру ім. О.Кобилянської здійснила постановку п'єс:
- «Царівна» за О.Кобилянською;
- «Кіт у чоботях» за Ш.Перро (1993);
- «Як важливо бути серйозним» («Заміж тільки за Ернеста») О.Уайлда (1995);
- «Наймичка» Карпенка-Карого (1998);
- «Запорожець за Дунаєм» С.Гулака-Артемовського.

Також виступила режисером театрально-мистецької присвяти до 100-річчя від дня народження народної артистки України Галини Янушевич.

Упродовж 1996–2001 рр. працювала режисером народного театру оперети Чернівецького обласного будинку вчителя.

## Нагороди
- Заслужений артист УРСР (1972)
- Народний артист України (1998)
- Премія імені М. Заньковецької (2007)